# Luigi Antonio di Borbone-Spagna
Luigi Antonio Giacomo di Borbone e Farnese (in spagnolo: Luis Antonio Jaime de Borbón y Farnesio; Madrid, 25 luglio 1727 – Arenas de San Pedro, 7 agosto 1785) è stato un nobile spagnolo, che, prima della sua rinuncia al cardinalato, fu il più giovane cardinale della storia della Chiesa cattolica.

## Biografia

### Infanzia

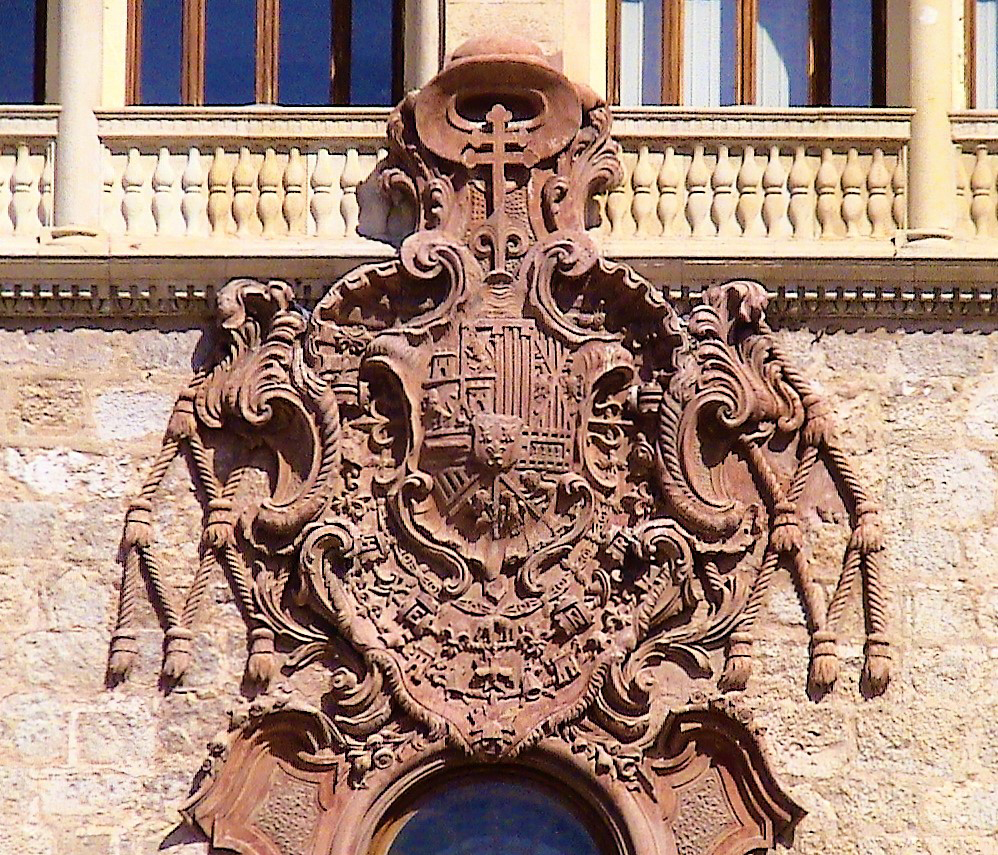
Stemma del cardinale-infante Luis Antonio nel palazzo arcivescovile di Alcalá de Henares (Madrid - Spagna).

Nacque a Madrid, nel Palazzo reale del Buen Retiro, il 25 luglio 1727, figlio più giovane di re Filippo V di Spagna e della seconda moglie Elisabetta Farnese.
Nel 1734, quando aveva appena sette anni, per insistenza della madre fu proposto come arcivescovo di Toledo dal re suo padre. Papa Clemente XII dopo aver posto per più di un anno motivati ostacoli, fra i quali la giovane età, acconsentì a nominarlo amministratore apostolico dell'arcidiocesi.
Papa Clemente XII lo elevò al rango di cardinale nel concistoro del 19 dicembre 1735, all'età di soli 8 anni: non ricevette mai gli ordini sacri. Ebbe la diaconia di Santa Maria della Scala.
Prese possesso dell'arcidiocesi di Toledo il 13 marzo 1736 e dieci giorni dopo ne ebbe dal papa anche il governo spirituale, che esercitava per mezzo di un vescovo assistente, Bernardo Froilán Saavedra, arcivescovo titolare di Larissa.
Tredicenne, non partecipò al conclave del 1740 che elesse papa Benedetto XIV.
Il 19 settembre 1741 aggiunse alle sue cariche l'amministrazione apostolica dell'arcidiocesi di Siviglia, che esercitava per mezzo di Gabriel de Torres y Navarra, arcivescovo titolare di Melitene.

### Rinuncia al cardinalato
A ventisette anni, conscio della mancanza di vocazione religiosa e della propria vivacità sessuale, presentò la sua rinuncia al cardinalato e alle amministrazioni apostoliche nel concistoro del 18 dicembre 1754, che fu accettata dal papa: ottenne, come compensazione, una pensione annuale da pagarsi con le rendite dell'arcidiocesi di Toledo.
Aveva trascorso la gioventù privo di una regolare educazione, interessato solo alla caccia, occupazione a cui attendeva per quasi tutto il giorno e abbastanza indifferente all'arte e alla cultura.
Quando il 17 luglio 1759 suo fratello Carlo III ascese al trono di Spagna, ne divenne il legittimo successore, per la clausola che impediva la successione ai figli di Carlo III, che erano nati ed erano stati educati all'estero, e aveva pretese sul trono perché sia lui sia suo fratello Filippo, duca di Parma, regnavano in Italia, ed erano entrambi più grandi di lui. Luigi Antonio tuttavia non era ambizioso, ma si trovò nell'impossibilità di contrarre matrimonio, perché eventuali discendenti avrebbero creato un problema di successione. Quando dovette salire sul trono di Spagna, Carlo si portò dietro il secondo figlio ed erede, futuro Carlo IV, e lasciò il Regno di Napoli al giovane figlio di otto anni, Ferdinando, e Luigi Antonio perse così la sua successione a favore del fratello più anziano.
Intanto accumulava ricchezze, soprattutto grazie ad incarichi militari, che investì nel 1761 acquistando da suo fratello Filippo I la contea di Chinchón, dal momento che questi si trasferì a regnare a Parma. La contea includeva, in aggiunta al castello di Chinchón, diversi immobili in Morata de Tajuña, San Martín de la Vega, Colmenar de Oreja, Villaconejos, Villaviciosa de Odón e Boadilla del Monte.
Subito attese a lavori di miglioria dei suoi possedimenti e ordinò all'architetto Ventura Rodríguez la costruzione a Boadilla di un palazzo di stile neoclassico. I lavori si protrarrano dal 1763 al 1765. Questa residenza gli permise di coltivare le sue passioni: la caccia e la coltivazione delle arti, della letteratura e delle scienze. Per quindici anni il palazzo di Boadilla ospitò una corte, con la presenza di numerosi artisti, fra cui il compositore Luigi Boccherini, che compose qui il celebre Minuetto e di pittori come Francisco Goya, Luis Paret y Alcázar o Charles Joseph Flipart.
Nel 1776 ottenne infine dal re l'assenso ad un matrimonio morganatico. Luigi Antonio scelse allora fra le numerose candidate María Teresa de Vallabriga y Rozas, di trentadue anni più giovane. Negli anni seguenti, che passò per lo più itinerando da una residenza di caccia all'altra, ebbe un figlio e due figlie. Di carattere debole, ebbe a patire umiliazioni pubbliche e continue da parte della moglie. Nel 1784 Francisco Goya si recò nella residenza di Boadilla e dipinse La famiglia dell'Infante Don Luis di Borbone.
Morì il 7 agosto 1785 all'età di 58 anni. Pur avendo disposto per sé una sepoltura più modesta, il re dispose che fosse sepolto nella cappella reale dell'Escorial dopo esequie di grande fasto, seguite da tre mesi di lutto.

## Matrimonio e figli
Luigi Antonio e María Teresa de Vallabriga y Rozas ebbero tre figli:
1. Luigi Maria (22 maggio 1777 - 19 marzo 1823), cardinale, arcivescovo di Toledo e di Siviglia, conte di Chinchón;
2. Maria Teresa (6 marzo 1779 - 23 novembre 1828), contessa di Chinchón, moglie di Manuel Godoy principe de la Paz, duca d'Alcudia e di Sueca, Primo ministro di Spagna;
3. Maria Luisa (6 giugno 1783 - 1º dicembre 1846), moglie di Joaquín José de Melgarejo y Saurín, duca di San Fernando de Quiroga.

## Ascendenza
|                                 |                     |                                     | Genitori                                  |  |  | Nonni |  |  | Bisnonni             |  |  | Trisnonni             |  |
|                                 |                     |                                     |                                           |  |  |       |  |  | Luigi XIV di Francia |  |  | Luigi XIII di Francia |  |
|                                 |                     |                                     |                                           |  |  |       |  |  | Luigi XIV di Francia |  |  | Luigi XIII di Francia |  |
|                                 |                     | Anna d'Asburgo                      |                                           |  |  |       |  |  | Luigi XIV di Francia |  |  |                       |  |
| Luigi, il Gran Delfino          |                     |                                     |                                           |  |  |       |  |  | Luigi XIV di Francia |  |  |                       |  |
|                                 |                     | Maria Teresa d'Asburgo              | Filippo IV di Spagna                      |  |  |       |  |  |                      |  |  |                       |  |
|                                 |                     | Maria Teresa d'Asburgo              | Filippo IV di Spagna                      |  |  |       |  |  |                      |  |  |                       |  |
|                                 |                     | Maria Teresa d'Asburgo              | Elisabetta di Borbone-Francia             |  |  |       |  |  |                      |  |  |                       |  |
| Filippo V di Spagna             |                     | Maria Teresa d'Asburgo              |                                           |  |  |       |  |  |                      |  |  |                       |  |
|                                 |                     | Ferdinando Maria di Baviera         | Massimiliano I, elettore di Baviera       |  |  |       |  |  |                      |  |  |                       |  |
|                                 |                     | Ferdinando Maria di Baviera         | Massimiliano I, elettore di Baviera       |  |  |       |  |  |                      |  |  |                       |  |
|                                 |                     | Ferdinando Maria di Baviera         | Maria Anna d'Asburgo                      |  |  |       |  |  |                      |  |  |                       |  |
| Maria Anna Vittoria di Baviera  |                     | Ferdinando Maria di Baviera         |                                           |  |  |       |  |  |                      |  |  |                       |  |
|                                 |                     | Enrichetta Adelaide di Savoia       | Vittorio Amedeo I di Savoia               |  |  |       |  |  |                      |  |  |                       |  |
|                                 |                     | Enrichetta Adelaide di Savoia       | Vittorio Amedeo I di Savoia               |  |  |       |  |  |                      |  |  |                       |  |
|                                 |                     | Enrichetta Adelaide di Savoia       | Maria Cristina di Borbone-Francia         |  |  |       |  |  |                      |  |  |                       |  |
| Luigi Antonio di Borbone-Spagna |                     | Enrichetta Adelaide di Savoia       |                                           |  |  |       |  |  |                      |  |  |                       |  |
|                                 | Ranuccio II Farnese | Odoardo I Farnese                   |                                           |  |  |       |  |  |                      |  |  |                       |  |
|                                 | Ranuccio II Farnese | Odoardo I Farnese                   |                                           |  |  |       |  |  |                      |  |  |                       |  |
|                                 | Ranuccio II Farnese | Margherita de' Medici               |                                           |  |  |       |  |  |                      |  |  |                       |  |
| Odoardo II Farnese              | Ranuccio II Farnese |                                     |                                           |  |  |       |  |  |                      |  |  |                       |  |
|                                 |                     | Isabella d'Este                     | Francesco I d'Este                        |  |  |       |  |  |                      |  |  |                       |  |
|                                 |                     | Isabella d'Este                     | Francesco I d'Este                        |  |  |       |  |  |                      |  |  |                       |  |
|                                 |                     | Isabella d'Este                     | Maria Farnese                             |  |  |       |  |  |                      |  |  |                       |  |
| Elisabetta Farnese              |                     | Isabella d'Este                     |                                           |  |  |       |  |  |                      |  |  |                       |  |
|                                 |                     | Filippo Guglielmo del Palatinato    | Volfango Guglielmo del Palatinato-Neuburg |  |  |       |  |  |                      |  |  |                       |  |
|                                 |                     | Filippo Guglielmo del Palatinato    | Volfango Guglielmo del Palatinato-Neuburg |  |  |       |  |  |                      |  |  |                       |  |
|                                 |                     | Filippo Guglielmo del Palatinato    | Maddalena di Baviera                      |  |  |       |  |  |                      |  |  |                       |  |
| Dorotea Sofia di Neuburg        |                     | Filippo Guglielmo del Palatinato    |                                           |  |  |       |  |  |                      |  |  |                       |  |
|                                 |                     | Elisabetta Amalia d'Assia-Darmstadt | Giorgio II d'Assia-Darmstadt              |  |  |       |  |  |                      |  |  |                       |  |
|                                 |                     | Elisabetta Amalia d'Assia-Darmstadt | Giorgio II d'Assia-Darmstadt              |  |  |       |  |  |                      |  |  |                       |  |
|                                 |                     | Elisabetta Amalia d'Assia-Darmstadt | Sofia Eleonora di Sassonia                |  |  |       |  |  |                      |  |  |                       |  |
|                                 |                     | Elisabetta Amalia d'Assia-Darmstadt |                                           |  |  |       |  |  |                      |  |  |                       |  |